# مقبره خواجه عبد الخالق
بنای مقبره خواجه عبد الخالق مربوط به دوره قاجار است و در شهرستان تایباد، بخش مرکزی، روستای سعد آباد واقع شده و این اثر در تاریخ ۱۱ مرداد ۱۳۸۴ با شمارهٔ ثبت ۱۲۳۹۸ به‌عنوان یکی از آثار ملی ایران به ثبت رسیده است.